# Bromocriptina
Bromocriptina é um fármaco derivado da ergolina, agonista da dopamina, que é usado no tratamento da tumores da hipófise, doença de Parkinson, hiperprolactinemia, síndrome neuroléptica maligna e diabetes tipo 2.